# Ланмерен
Ланмере́н (фр. Lanmérin, брет. Lanvilin) — коммуна во Франции, находится в регионе Бретань. Департамент — Кот-д’Армор. Входит в состав кантона Трегье. Округ коммуны — Ланьон.
Код INSEE коммуны — 22110.

## География
Коммуна расположена приблизительно в 420 км к западу от Парижа, в 145 км северо-западнее Ренна, в 50 км к северо-западу от Сен-Бриё.
Вдоль юго-восточной границы коммуны протекает река Генди.

## Население
Население коммуны на 2016 год составляло 600 человек.
| 1962 | 1968 | 1975 | 1982 | 1990 | 1999 | 2010 | 2016 |
| ---- | ---- | ---- | ---- | ---- | ---- | ---- | ---- |
| 227  | 261  | 245  | 286  | 328  | 331  | 495  | 600  |

## Экономика
В 2007 году среди 280 человек в трудоспособном возрасте (15—64 лет) 214 были экономически активными, 66 — неактивными (показатель активности — 76,4 %, в 1999 году было 73,2 %). Из 214 активных работали 198 человек (107 мужчин и 91 женщина), безработных было 16 (6 мужчин и 10 женщин). Среди 66 неактивных 14 человек были учениками или студентами, 25 — пенсионерами, 27 были неактивными по другим причинам.

## Достопримечательности
- Часовня Сен-Жером (XVI век). Исторический памятник с 1930 года[3]
- Церковь Сен-Мерен (XVII век)
  - Купель (XVII век). Исторический памятник с 1967 года[4]
- Усадьба Саль (1673 год)
- Римский мост через реку Генди (I—II века)

## Фотогалерея
- Часовня Сен-Жером и распятие
- Интерьер часовни Сен-Жером
- Карта коммуны